# Benny Lindberg
Benny Lindberg (1949) è un ex sciatore alpino e sciatore di velocità svedese.

## Biografia
Lindberg si dedicò prevalentemente allo sci di velocità, disciplina all'epoca della sua carriera non ancora regolamentata dalla Federazione internazionale sci: tra i suoi risultati di maggior rilievo figura il secondo posto nella gara di chilometro lanciato disputata a Portillo nel 1978, quando raggiunse i 198,8 km/h e fu superato soltanto dallo statunitense Steve McKinney (che in quell'occasione superò per la prima volta i 200 km/h con 200,2 km/h). Nello sci alpino vinse il titolo nazionale svedese nella discesa libera nel 1978 e nel 1981; non prese parte a rassegne olimpiche e non ottenne piazzamenti in Coppa del Mondo o ai Campionati mondiali.

## Palmarès

### Sci alpino

#### Campionati svedesi
- 2 ori (discesa libera nel 1978; discesa libera nel 1981)[1]